# 바람에 쓴 편지
《바람에 쓴 편지》(Written on the Wind)는 미국에서 제작된 더글라스 서크 감독의 1956년 드라마, 멜로/로맨스, 테크니컬러 영화이다. 록 허드슨 등이 주연으로 출연하였고 앨버트 주그스미스 등이 제작에 참여하였다.

## 출연

### 주연
- 록 허드슨
- 로렌 바콜
- 로버트 스택
- 도로시 말론

### 조연
- 로버트 케이스
- 그랜트 윌리엄스
- 로버트 J. 윌크
- 에드워드 플랫

## 기타
- 의상: 제이 A. 몰리 주니어
- 의상: 빌 토머스